# Стшельня
Стшельня (пол. Strzelnia) — село в Польщі, у гміні Ґрудуськ Цехановського повіту Мазовецького воєводства.
Населення — 61 особа (2011).
У 1975-1998 роках село належало до Цехановського воєводства.

## Демографія
Демографічна структура станом на 31 березня 2011 року:
|          | Загалом | Допрацездатний вік | Працездатний вік | Постпрацездатний вік |
| -------- | ------- | ------------------ | ---------------- | -------------------- |
| Чоловіки | 29      | 9                  | 18               | 2                    |
| Жінки    | 32      | 7                  | 17               | 8                    |
| Разом    | 61      | 16                 | 35               | 10                   |